# 流逝
《流逝》是王安憶於1982年創作的一部中篇小说。該小说讲述了的是一位生活在上海的婦女欧阳端丽在文化大革命期間的故事。該小說後來翻拍成電影《张家少奶奶》，並於1988年被葛浩文翻譯成英文。該小說曾獲得中国作家协会頒發的第二届全国優秀中篇小说奖。